# Passage Jouffroy
Die Passage Jouffroy ist eine überdachte Ladenpassage mit Glasdach aus der Mitte des 19. Jahrhunderts im 9. Arrondissement in Paris.

## Lage
Die Passage Jouffroy befindet sich zwischen der Rue de la Grange Batelière Nr. 9 und dem Boulevard Montmartre Nr. 10, in einem gemischten Wohn- und Geschäftsviertel an den Grands Boulevards. In diesem Viertel befinden sich in kurzer Entfernung voneinander die meisten noch erhaltenen Passagen von Paris: Passage Verdeau und Passage des Panoramas, beide im 9. Arrondissement, Passage Brady und Passage du Prado, beide im 10. Arrondissement, und Passage du Caire im 2. Arrondissement.
Die Passage Jouffroy kann man als Verlängerung der Passage des Panoramas bezeichnen und sie wird durch die Passage Verdeau fortgeführt, denn man verlässt die eine Passage, überquert eine Straße und betritt sofort die nächste Passage. So reihen sich diese drei Passagen hintereinander und die Idee des 19. Jahrhunderts, den Flaneur in einer eigens geschaffenen Umgebung in eine besondere Stimmung zu versetzen, ist heute noch erlebbar.
Die nächstgelegene Metrostation ist Grands Boulevards mit der Linie 8 und 9.

## Namensursprung
Die Passage trägt den Namen des Eigentümers des Geländes, Félix de Jouffroy-Gonsans (1791–1863).

## Geschichte

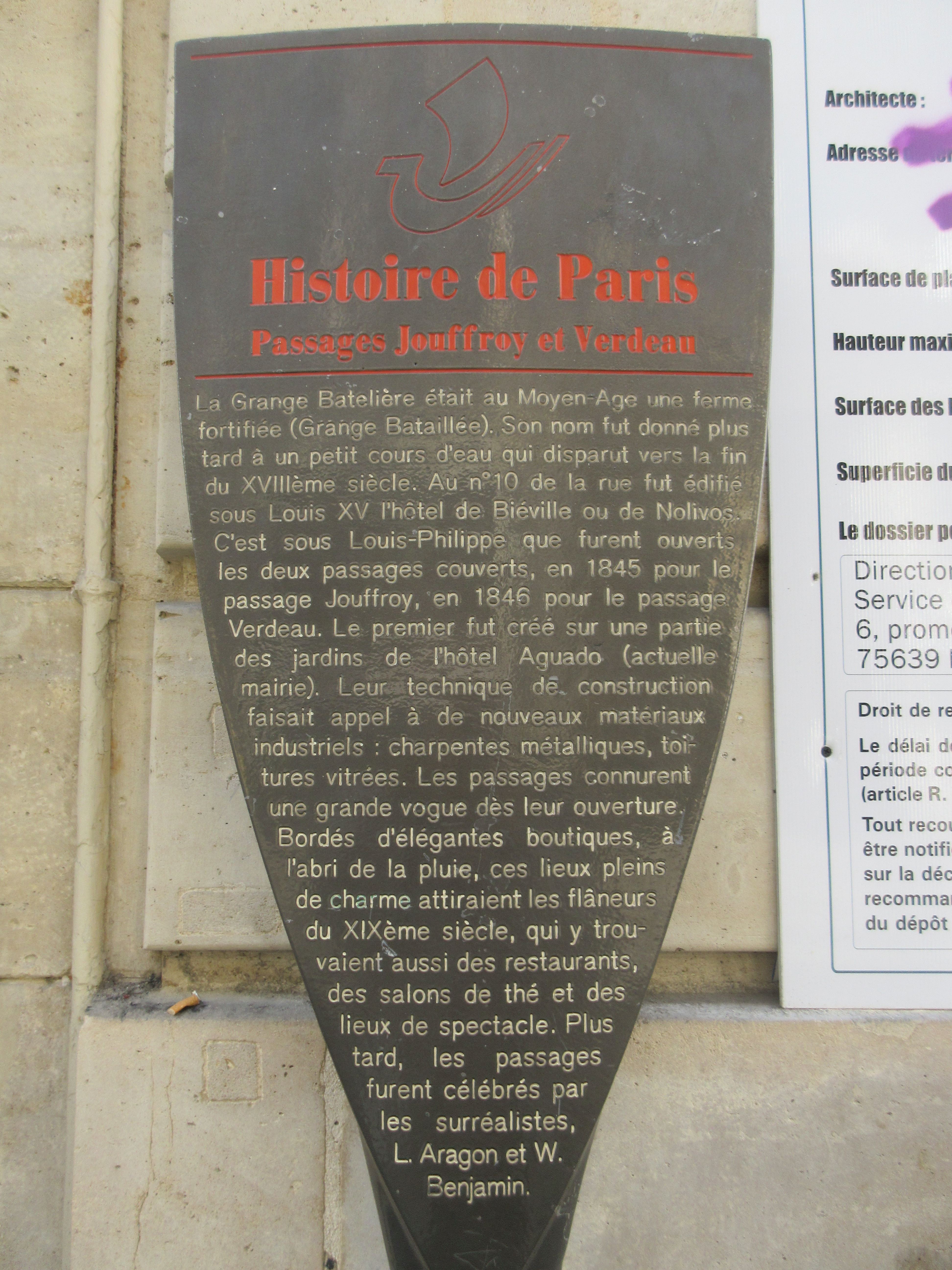
Orientierungstafel

Die Passage Jouffroy, benannt nach einem der Bauherren, der mit anderen zusammen auch die Passage Verdeau erbauen ließ, wurde 1847 eröffnet. Die Passage, von den Architekten François-Hippolyte Destailleur und Romain de Bourges entworfen, musste sich dem schwierigen Grundstück anpassen, so dass der erste Teil von den Grands Boulevards aus gesehen an einer Treppe endet und die Passage nach fünf abfallenden Stufen versetzt weiterführt. Dieser Teil der Passage ist enger und kürzer.
Die Passage Jouffroy war die erste Passage, die vollkommen aus Stahl und mit einem Glasdach erbaut wurde. Nur die dekorativen Elemente sind aus Holz und auch die Fußbodenheizung war eine Neuheit. Eine mit Stuck dekorierte ist der Blickfang der Passage. Seit der Renovierung im Jahr 1987 hat sie ihren alten Charme wiedergefunden.
1974 wurde die Passage in die Liste der Monument historique aufgenommen. Die Passage wurde 1987 vollständig renoviert, wobei der Boden in der ursprünglichen Art gefliest wurde.

## Sehenswürdigkeiten
Im Jahr 1882 wurde direkt neben der Passage Jouffroy das Musée Grévin, benannt nach dem in seiner Zeit berühmten Karikaturisten Alfred Grévin, eröffnet. Der Ausgang des Museums befindet sich in der Passage, so dass die Besucher ihren Weg in der Passage fortsetzen müssen.

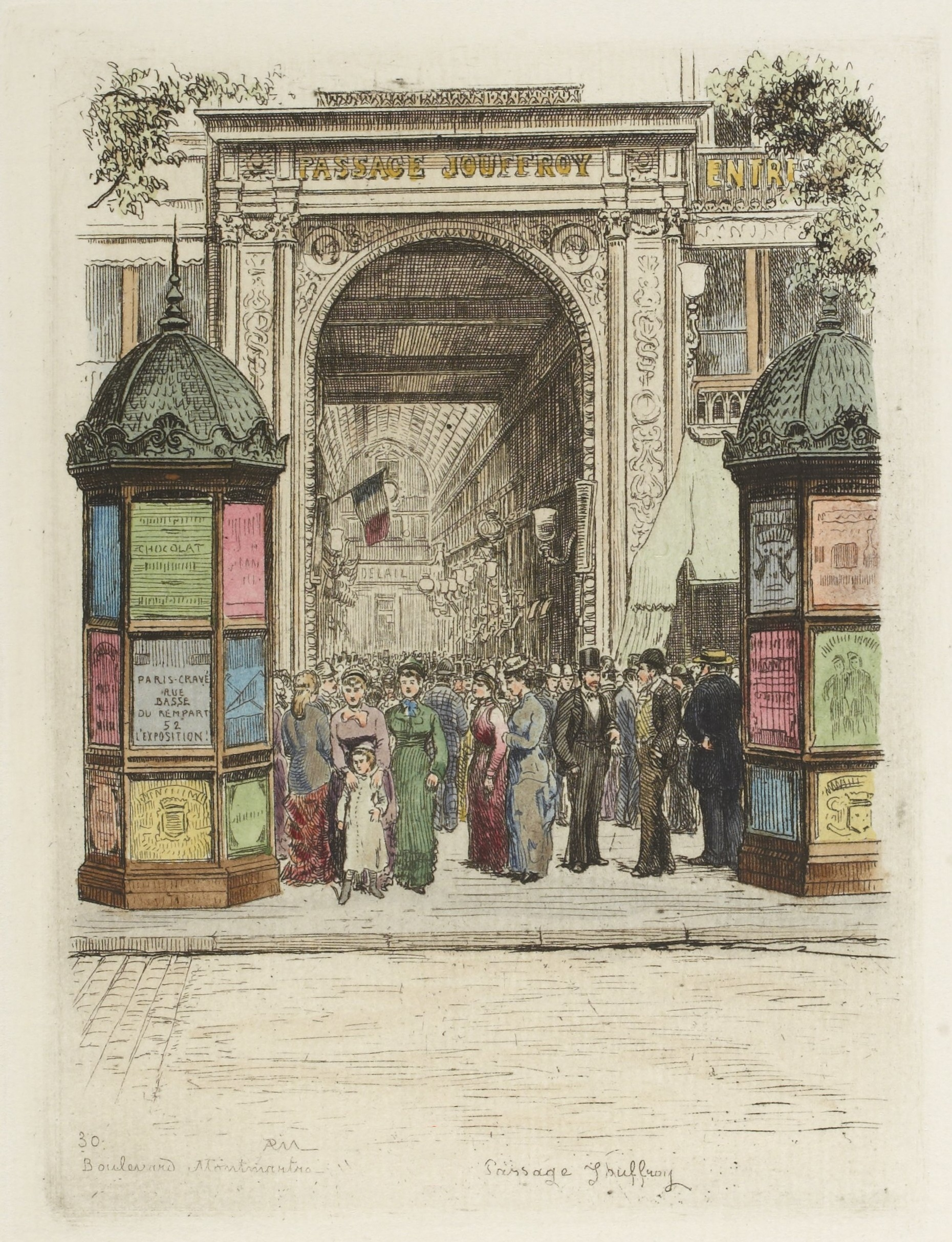
Die Passage im Jahr 1877 (Zeichnung von A.-P. Martial)
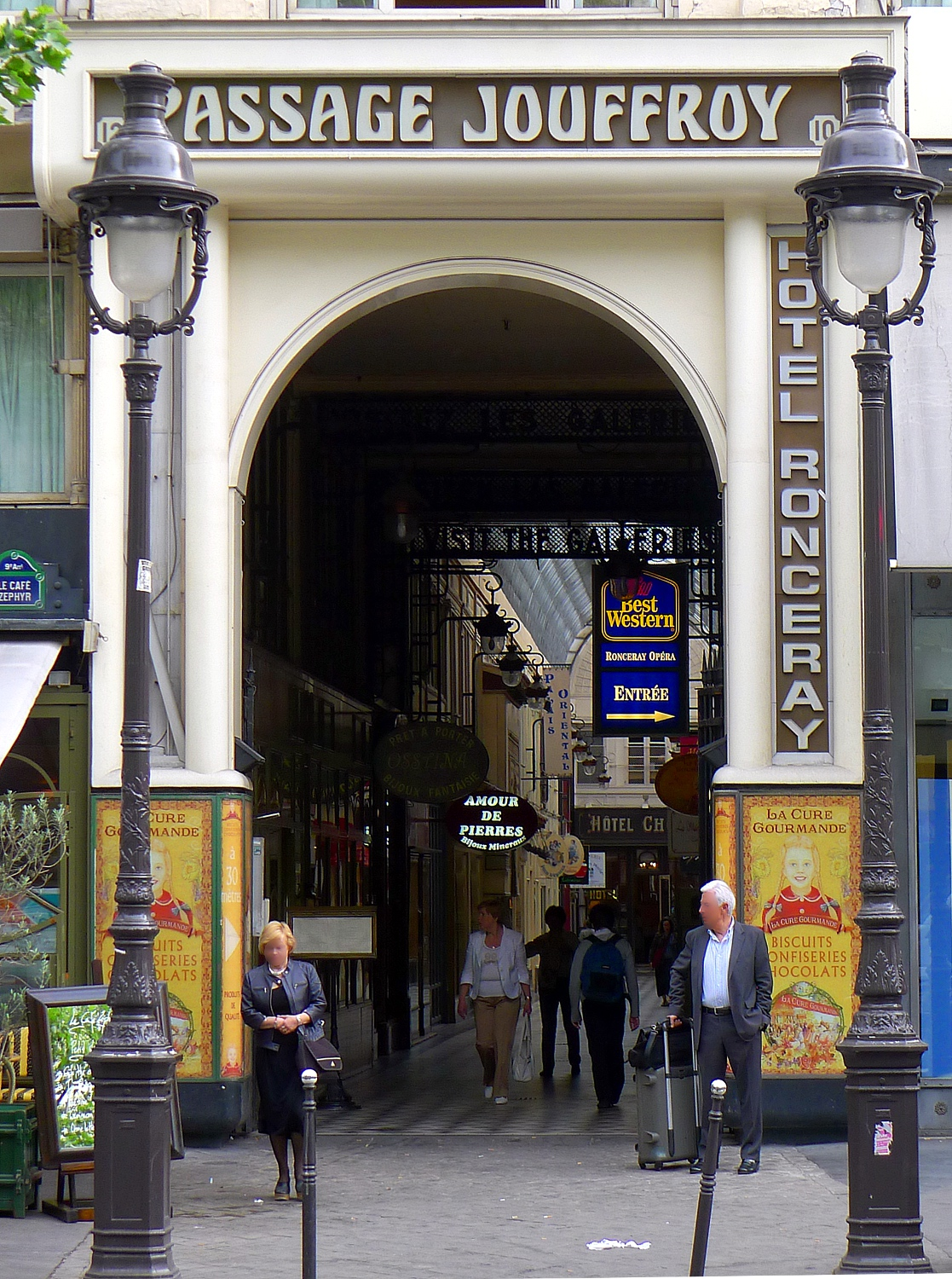
Eingang vom Boulevard Montmartre.
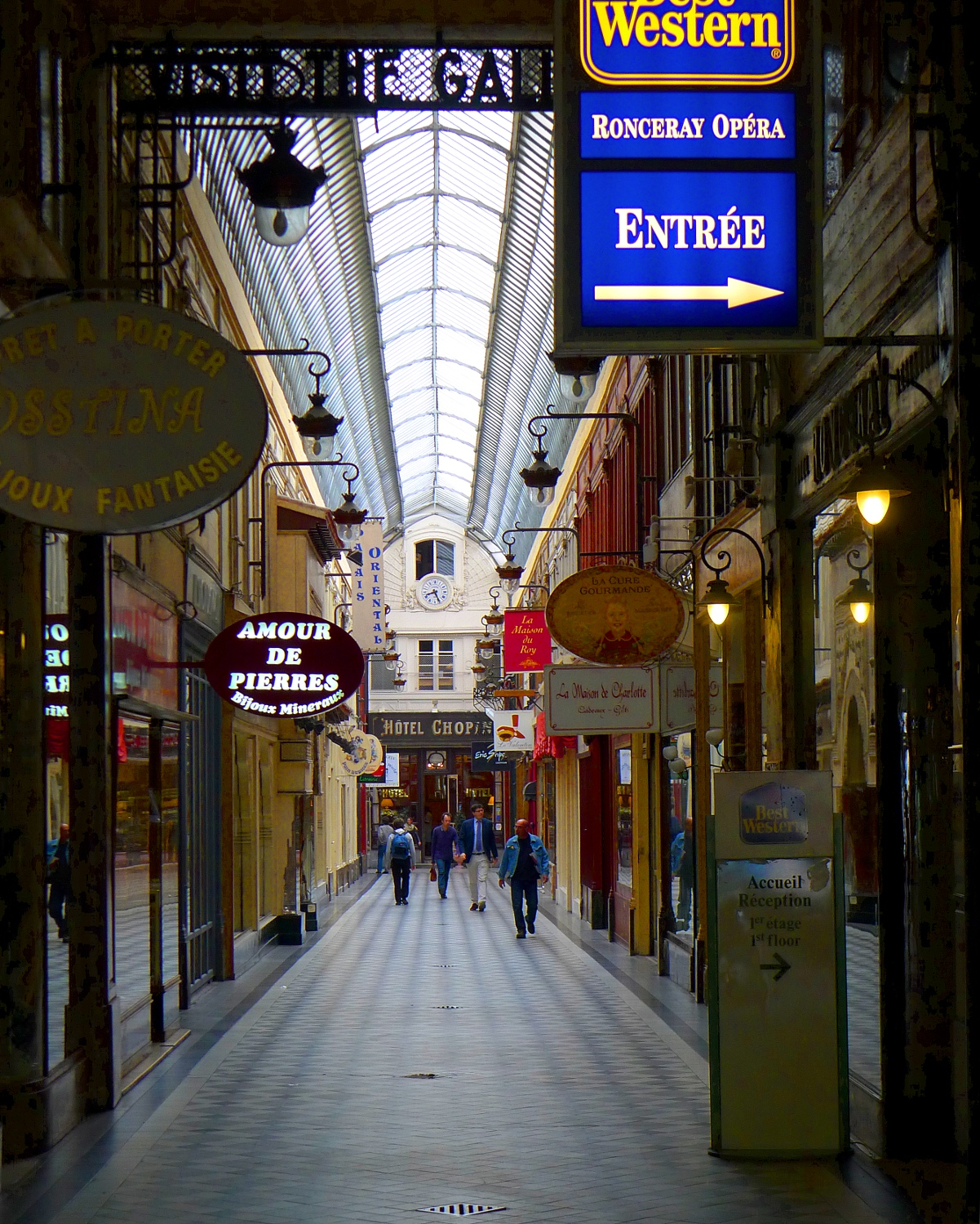
Das Glasdach
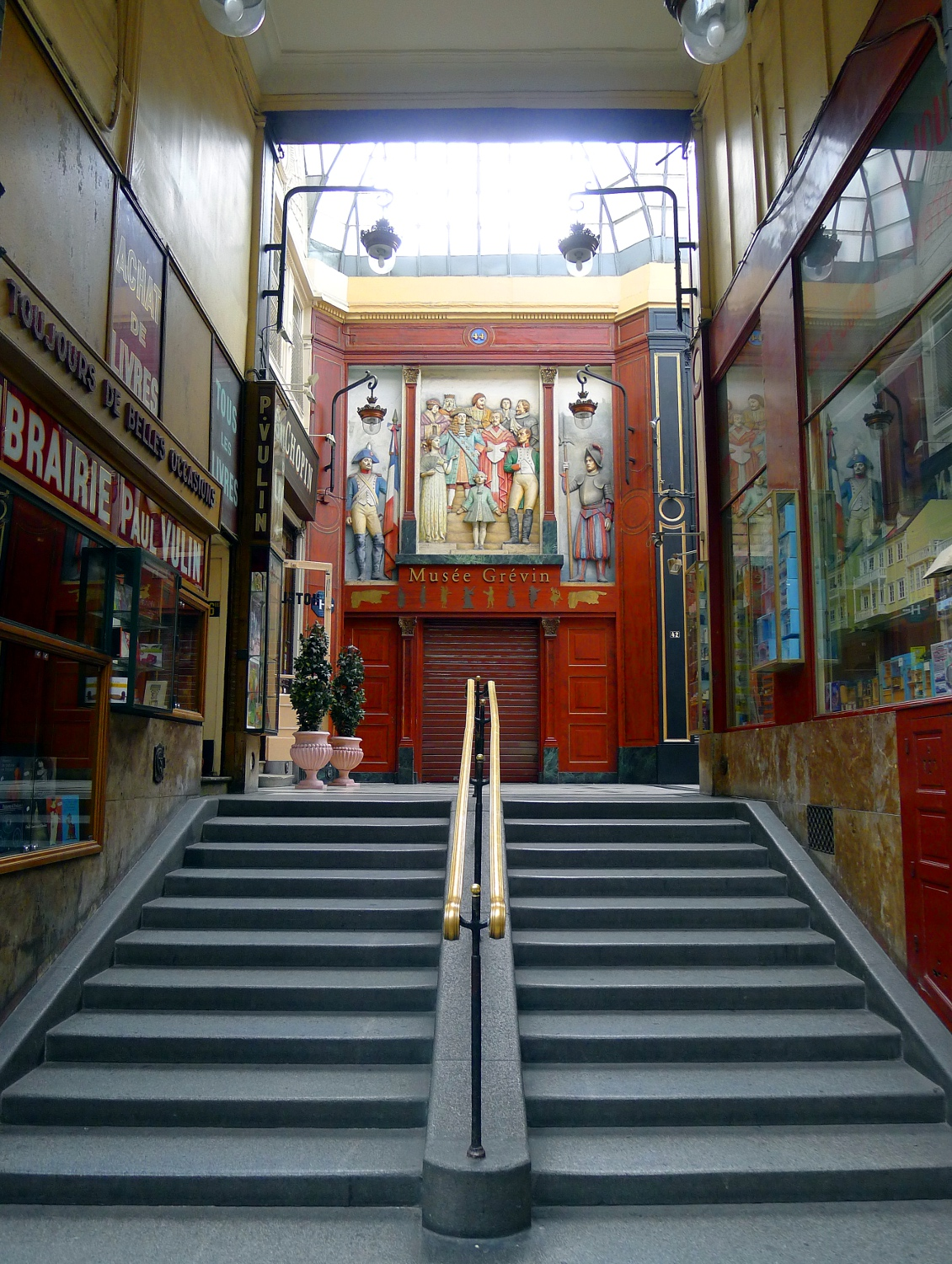
Eingang zum Musée Grévin.
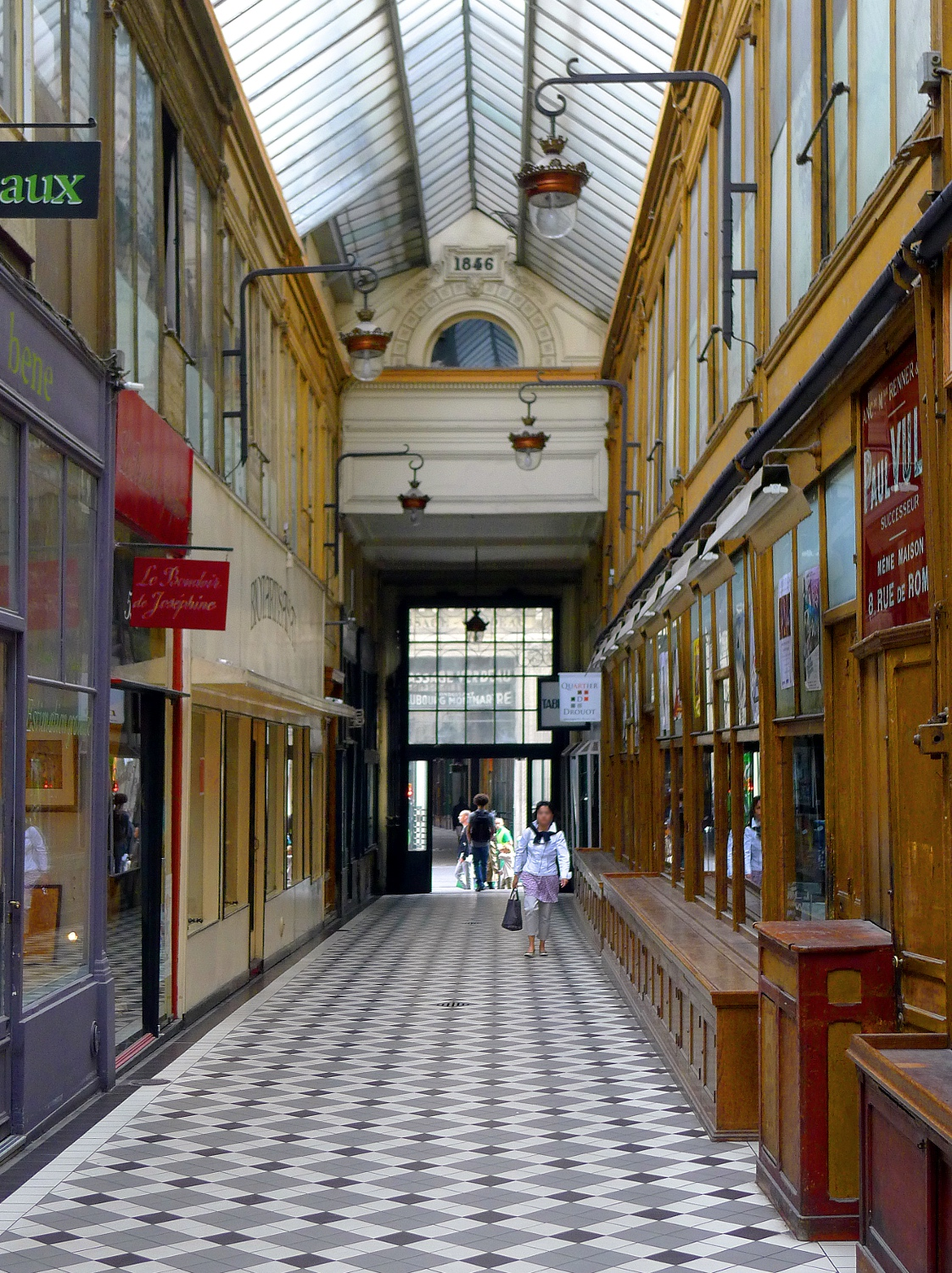
Die Passage in Richtung Rue de la Grange-Batelière.